# جون كيوس
جون كيوس (6 أكتوبر 1510 - 29 يوليو 1573)، المعروف أيضًا باسم يوهانس كيوس وإوانيس كيوس، كان طبيبًا إنجليزيًا والمؤسس الثاني لكلية غنفيل وكيوس، كامبريدج.

## سيرته الذاتية

### سنواته المبكرة
ولد كيوس في نورتش ودرس في مدرسة نورتش. في عام 1529، التحق طالبًا في غنفيل هول، كامبريدج، التي أسسها إدموند غنفيل في عام 1348، حيث تبين أنه درس اللاهوت بشكل أساسي.
بعد تخرجه عام 1533، زار إيطاليا، ودرس على يد مونتانوس وفيزاليوس في بادوفا (باذوة). في عام 1541، حصل على شهادة طبيب من جامعة بادوف
في عام 1543، زار عدة أجزاء من إيطاليا وألمانيا وفرنسا ثم عاد إلى إنجلترا. عند عودته من إيطاليا، أضفى الطابع اللاتيني على كنيته، الأمر الذي كان رائجًا إلى حد ما في ذلك الوقت.

### حياته المهنية
كان كيوس طبيبًا في لندن عام 1547، وقُبل زميلًا في كلية الأطباء، التي كان رئيسًا لها لسنوات عديدة.
في عام 1551، كان في شروزبري عندما حدث تفشٍ ملحوظ لداء التعرق في المدينة. في العام التالي، بعد عودته إلى لندن، نشر كتابًا بعنوان «كتاب أو دليل حول المرض الذي يطلق عليه عادةً اسم التعرق أو داء التعرق» (1552)، والذي أصبح المصدر الرئيسي للمعرفة حول هذا المرض، الذي يُعرف الآن بالإنفلونزا.
في عام 1557، عمل كيوس، الذي كان طبيب الملكة ماري في ذلك الوقت، على توسيع أساس كليته القديمة، وغير اسمها من «غنفيل هول» إلى «كلية غنفيل وكيوس»، وألحق بها العديد من العقارات الكبيرة، مضيفًا محكمة جديدة بالكامل بتكلفة 1,834 جنيهًا إسترلينيًا (ما يعادل 573,773 جنيهًا إسترلينيًا في عام 2021). قبل رئاسة الكلية في 24 يناير 1559 بعد وفاة توماس بيكون، وأبقى على منصبه حتى شهر قبل وفاته.
كان طبيبًا للملك إدوارد السادس والملكة ماري والملكة إليزابيث. فُصل من هذا المنصب عام 1568 بسبب تمسكه بالعقيدة الرومانية الكاثوليكية. اتُهم بشكل متناقض بالإلحاد والاحتفاظ سرًا بمجموعة من الحلي والصدريات (أزياء دينية) التابعة للروم الكاثوليك. عُثر على الأخيرة وحُرقت في محكمة الكلية.

## أعماله
كان كيوس أيضًا عالم طبيعة رائدًا، وكان مستعدًا لإبداء ملاحظاته الخاصة حول الطبيعة بدلًا من الاعتماد ببساطة على المراجع المقبولة. كان مستعدًا للقيام برحلات حول البلاد لرؤية الحيوانات غير العادية وتسجيل معلومات عنها. على هذا النحو، يمكن اعتباره أيضًا رائدًا في علم الحيوان، الذي لم يكن قد اعتُرف به علمًا متفردًا.
تراسل مع عالم الطبيعة السويسري، كونراد غيسنر، الذي أصبح صديقه في أثناء عودته من بادوفا. كتب دراسة عن الكلاب البريطانية لإرسالها إلى غيسنر، مساهمةً (غير مستخدمة) في موسوعته هيستوريا أنيماليوم (تاريخ الحيوان)، وأرسل أيضًا رسومات للكلاب إلى غيسنر، والتي أُضيفت في طبعات لاحقة من أعماله. لم تؤثر قناعات كيوس الدينية الكاثوليكية على صداقته مع غيسنر البروتستانتي (في الواقع، وُضع كتاب هيستوريا أنيماليوم، الذي ساهم فيه كيوس، في عهد البابا بولس الرابع ضمن قائمة الكنيسة الرومانية الكاثوليكية للكتب المحظورة).